# Puya leptostachya
Puya leptostachya är en gräsväxtart som beskrevs av Lyman Bradford Smith. Puya leptostachya ingår i släktet Puya och familjen Bromeliaceae. Inga underarter finns listade i Catalogue of Life.